# Jednostka regionalna Ateny-Sektor Północny
Jednostka regionalna Ateny-Sektor Północny (gr. Περιφερειακή ενότητα Βορείου Τομέα Αθηνών) – jednostka administracyjna Grecji w regionie Attyka. Powołana do życia 1 stycznia 2011, liczy 598 tys. mieszkańców (2021).
W skład jednostki wchodzą gminy:
- Ajia Paraskiewi (3),
- Amarusion (8),
- Chalandri (35),
- Filotei-Psichiko (33),
- Iraklio (17),
- Kifisia (21),
- Likowrisi-Pefki (22),
- Metamorfosi (23),
- Nea Jonia (25),
- Papagos-Cholargos (28),
- Pendeli (29),
- Wrilisia (9).